# Lista över namnsdagar i Sverige i alfabetisk ordning
Listan över namnsdagar i Sverige är på grund av sin storlek uppdelad i mindre delar. Sök via rutan Namnsdagsnamn i Sverige:
| Namnsdagsnamn i Sverige                                                                                           |
| --- |
| A · B · C · D · E · F · G · H · I · J · K · L · M · N · O · P · Q · R · S · T · U · V · W · X · Y · Z · Å · Ä · Ö |

- Lista över namnsdagar i Sverige i alfabetisk ordning/A
- Lista över namnsdagar i Sverige i alfabetisk ordning/B-C
- Lista över namnsdagar i Sverige i alfabetisk ordning/D-F
- Lista över namnsdagar i Sverige i alfabetisk ordning/G-I
- Lista över namnsdagar i Sverige i alfabetisk ordning/J-L
- Lista över namnsdagar i Sverige i alfabetisk ordning/M-O
- Lista över namnsdagar i Sverige i alfabetisk ordning/P-R
- Lista över namnsdagar i Sverige i alfabetisk ordning/S-U
- Lista över namnsdagar i Sverige i alfabetisk ordning/V-Ö